# Bertrand (Nebraska)
Bertrand je selo u američkoj saveznoj državi Nebraska. Prema popisu stanovništva iz 2010. u njemu je živjelo 750 stanovnika.